# CRAT
کارنیتین او-استیل‌ترانسفراز (انگلیسی: Carnitine O-acetyltransferase) که با نام اختصاری CRAT شناخته می‌شود، یک آنزیم است که در انسان توسط ژن «CRAT» کدگذاری می‌شود.
این آنزیم واکنش شیمیایی زیر را کاتالیز می‌کند که طی آن ریشه استیل، موجب جایگزینی اتم هیدروژن در ریشهٔ هیدروکسیل اصلی، بجای کارنیتین می‌شود.
Acetyl-CoA + carnitine {\displaystyle \rightleftharpoons } CoA + استیل‌کارنیتین

## اهمیت بالینی
جهش در ژن CRAT، فرد را در معرض ابتلا به مشکلات شدید مغزی و قلبی قرار می‌دهد.
از طرفی کاهش فعالیت این آنزیم در بیماران مبتلا به آلزایمر دیده شده‌است.
این آنزیم و خانوادهٔ آنزیمی مشابه‌اش، بطور بالقوه ممکن است از اهداف درمانی مهم در دیابت نوع ۲ و سایر بیماری‌ها باشند.

## برای مطالعهٔ بیشتر
- Chase JF, Pearson DJ, Tubbs PK (Jan 1965). "The Preparation of Crystallin Carnitine Acetyltransferase". Biochimica et Biophysica Acta. 96: 162–5. doi:10.1016/0005-2787(65)90622-2. PMID 14285260.
- Friedman S, Fraenkel G (Dec 1955). "Reversible enzymatic acetylation of carnitine". Archives of Biochemistry and Biophysics. 59 (2): 491–501. doi:10.1016/0003-9861(55)90515-4. PMID 13275966.
- Miyazawa S, Ozasa H, Furuta S, Osumi T, Hashimoto T (Feb 1983). "Purification and properties of carnitine acetyltransferase from rat liver". Journal of Biochemistry. 93 (2): 439–51. PMID 6404901.